# Луарсаб II
Луарсаб II (груз. ლუარსაბ II; 1592 – 1622, Шираз) — цар Картлі (1606–1615).

## Життєпис

### Шах Аббас I і цар Луарсаб II
Шах Аббас I, який перебував у Тбілісі, затвердив 14-річного Луарсаба на царювання у зв'язку з несподіваною смертю царя Георгія X. Луарсабу II було доручено протистояти Османській імперії. Молодий цар проявив себе у битві при Ташискарі (1609).
1610 року відвідав шаха, який повернув йому тбіліську фортецю (там квартирувались османи, а з 1606 — кизилбаші). До кінця 1611 року Луарсаб одружився з сестрою Ґіорґі Саакадзе, але на вимогу князів розірвав шлюб. Внаслідок цього виникла змова проти Георгія Саакадзе.
1612 року за наказом Луарсаба II був убитий хан Казаха, який за дорученням іранського шаха грабував Картлі. Того ж року Луарсаб видав заміж сестру Хорешан за царя Кахетії Теймураза I. Монархи домовились спільно протистояти очікуваній агресії з боку Ірану.

### Ув'язнення та страта царя
Під час навали шаха Аббаса на початку 1614 року Луарсаб II вирушив до Імеретії до грузинських царів та османських намісників з проханням про допомогу в боротьбі проти Ірану.
У жовтні того ж року за наказом шаха Луарсаб II повернувся до Картлі та прибув до нього, заявивши: «Якщо не піду, розграбує землі та виселить [жителів до Ірану]». Шах ув'язнив Луарсаба в Мазендерані й потім у Ширазі. Незважаючи на прохання політичних діячів Грузії та посередництво Московії, царя було страчено за відмову прийняти іслам.
Царя Луарсаба II було долучено до лику святих.